# Stig Lasseby

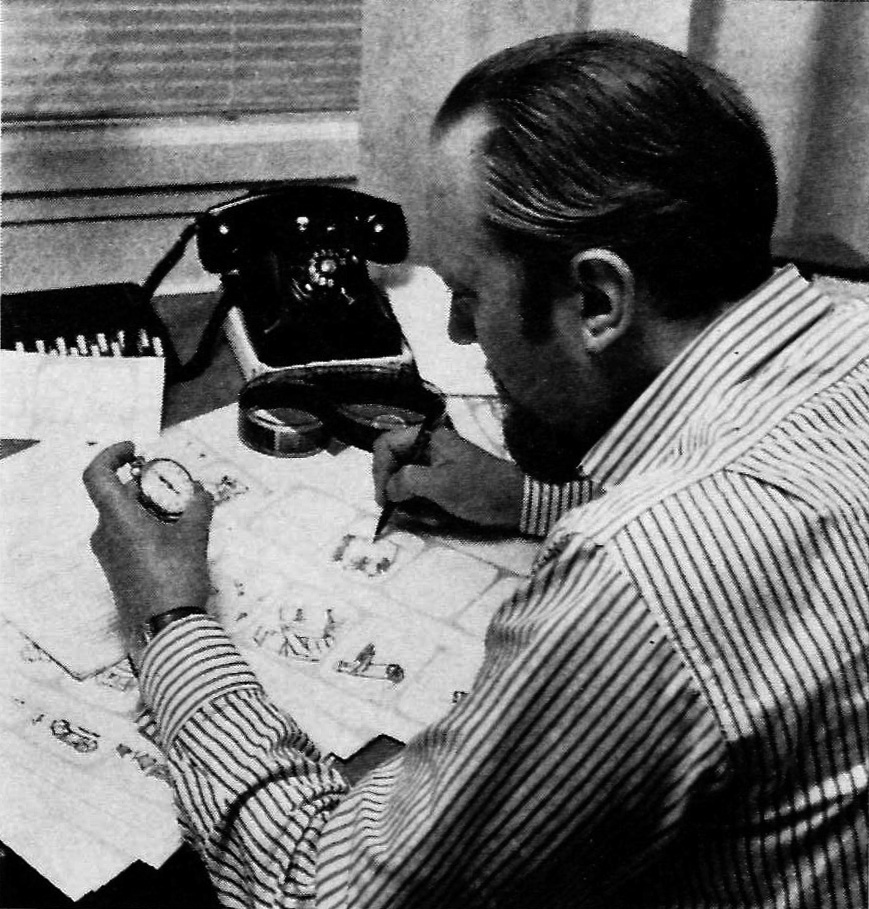
Lasseby i Team Films ateljéer.

Stig Gunnar Lasseby, född 5 mars 1925 i Gällivare, död 8 december 1996 i Hult, var en svensk animatör, filmregissör och producent. Han grundade filmbolaget Team Film 1955.

## Filmografi bakom kameran i urval
- 1971 – Fido går till plugget (regissör och producent)
- 1972 – Agaton Sax och bröderna Max (regissör och producent)
- 1976 – Agaton Sax och Byköpings gästabud (regissör och producent)
- 1976 – Agaton Sax (regissör och producent)
- 1981 – Pelle Svanslös (regissör)
- 1983 – Sjörövarfilmen (producent)
- 1985 – Pelle Svanslös i Amerikatt (regissör)
- 1994 – Musikbussen (regissör)

## Filmografi röstskådespelare
- 1972 – Agaton Sax och bröderna Max (som Tänkande August)
- 1976 – Agaton Sax och Byköpings gästabud (som Tänkande August)
- 1976 – Agaton Sax (som Tänkande August)